# Prohner Stausee
Der Prohner Stausee ist ein östlich von Prohn in Mecklenburg-Vorpommern (Deutschland) liegender Stausee. Er befindet sich ungefähr fünf Kilometer nordwestlich von Stralsund.

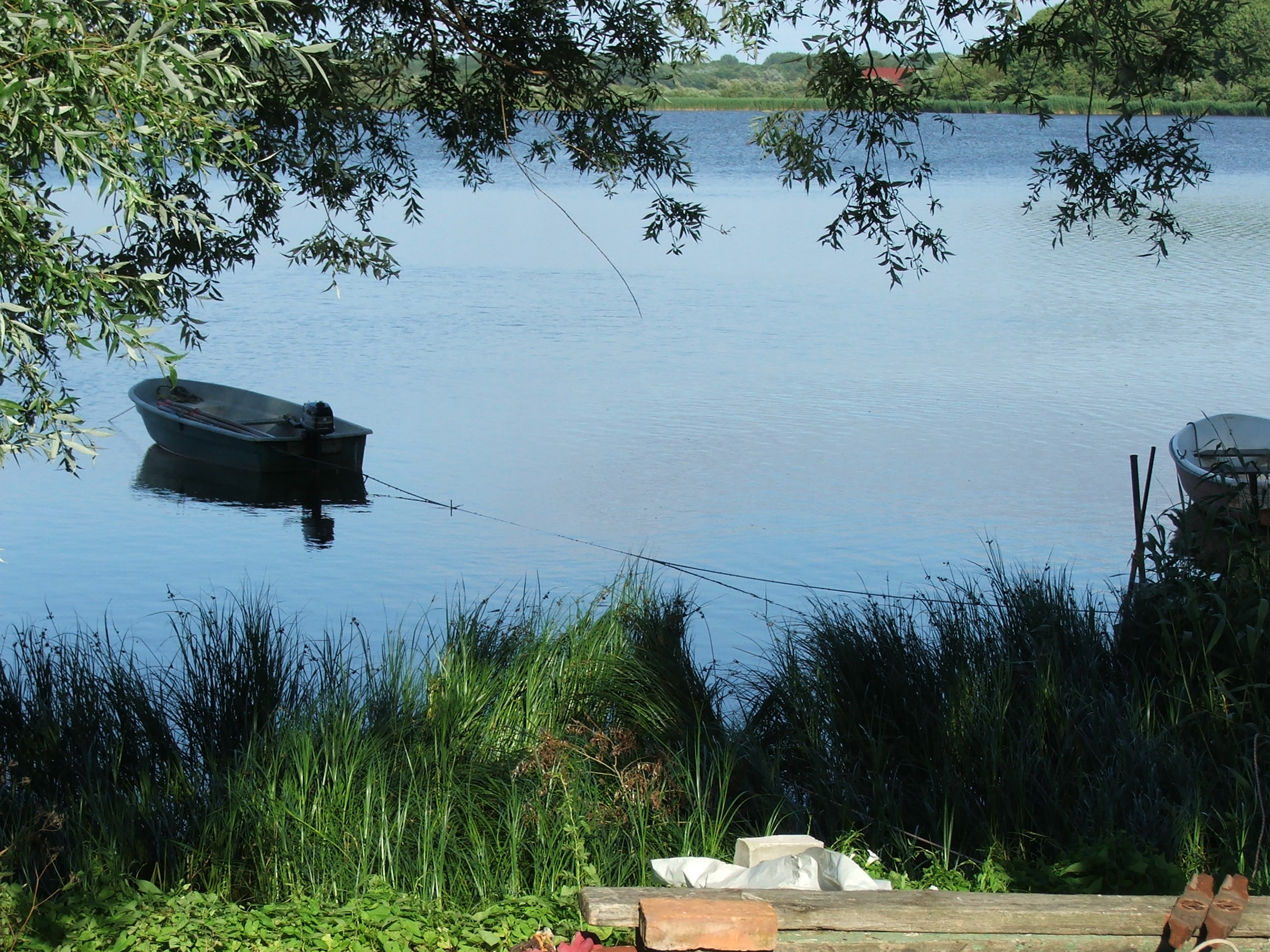
Prohner See (2005)

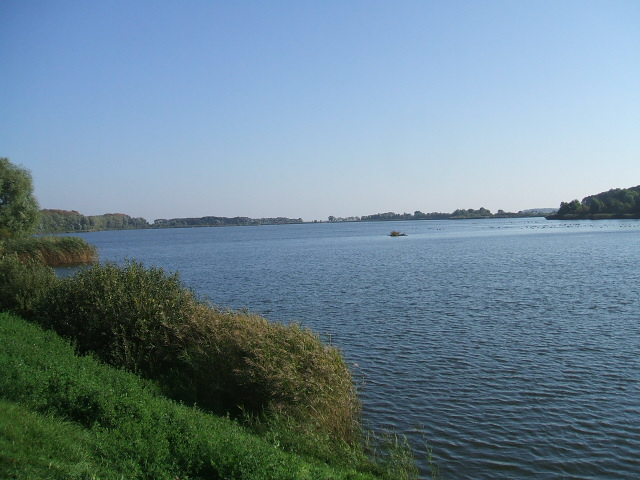
Prohner See (2006)

Das ovale, wenig gegliederte Gewässer liegt in einer flachen sumpfigen Senke und wird nur durch einen Damm von der Prohner Wiek getrennt. Der See hat eine Länge von rund 1,27 Kilometern und eine Breite von 530 Metern und ist maximal 2,5 m tief. Der Stausee hat ein Volumen von 1,1 Mio. m³. Am Südende des Dammes zur Prohner Wiek befindet sich der Hafen Prohn.
Der wesentlich kleinere natürliche Prohner See wurde vor 1920 (laut Messtischblatt 1920) bereits zum Dorf und Gut hin mit einem Deich abgeriegelt, wohl um Überschwemmungen zu vermeiden. Der Deich riegelte den Prohner Bach ab. Deshalb wurde ein Windrad-Pumpwerk installiert. Die Riegeldeiche nach Südost und zur Prohner Wiek wurden wohl erst zu DDR-Zeiten angelegt und damit der natürliche See zum Stausee gewandelt. Damit lag der Prohner Bach ca. 0,5 m (laut TK 10 DDR) unter dem Stausee. In den 1960er Jahren wurden die Windräder in der Regel durch Elektropumpwerke ersetzt. Der Zeitpunkt der Aufstauung und der Zweck der Anlage sind nicht aufgezeichnet. Anzunehmen ist eine Wasserspeicherung zur Feldbewässerung – nordöstlich vom Dorf befindet sich dazu ein weiteres Pumpwerk.